# Cochirleanca
Cochirleanca é uma comuna romena localizada no distrito de Buzău, na região de Valáquia. A comuna possui uma área de 50.89 km² e sua população era de 5789 habitantes segundo o censo de 2007.